# Лесовая Слободка (Житомирская область)
Лесовая Слободка (укр. Лісова Слобідка) — село на Украине, основано в 1765 году, находится в Бердичевском районе Житомирской области.
Код КОАТУУ — 1820884504. Население по переписи 2001 года составляет 238 человек. Почтовый индекс — 13360. Телефонный код — 4143. Занимает площадь 0,9 км².

## Адрес местного совета
13360, Житомирская область, Бердичевский р-н, с.Озадовка, ул. Кирова, 7